# 전의 (연호)
전의(全義, 816년 2월 ~ 819년)는 남조(南詔) 정왕(靖王) 권리성(勸利晟)의 첫번째 연호이다.

## 연대 대조표
| 전의       | 원년       | 2년        | 3년        | 4년        |
| 서기(西紀) | 816년      | 817년      | 818년      | 819년      |
| 간지(干支) | 병신(丙申) | 정유(丁酉) | 무술(戊戌) | 기해(己亥) |

## 동시대 연호
| 이전 연호 용흥(龍興) | 중국의 연호 남조(南詔) | 다음 연호 대풍(大豊) |